# One More Light (Lied)
One More Light ist ein Song der amerikanischen Rockband Linkin Park. Es ist der Titelsong ihres gleichnamigen siebten Studioalbums und die letzte große Single mit dem langjährigen und 2017 verstorbenen Sänger Chester Bennington. Der Song wurde zusammen mit Eg White geschrieben und am 3. Oktober 2017 als dritte und letzte Single des Albums im US-Radio veröffentlicht. Es ist die zweite posthum veröffentlichte Single von Bennington.

## Hintergrund
Ende 2016 gab Mike Shinoda bekannt, dass er mit dem britischen Songwriter Eg White an einem Song gearbeitet hat. In einem Interview, das der Veröffentlichung der Leadsingle "Heavy" vorausging, verriet Shinoda, dass White mit ihm an dem Song "One More Light" gearbeitet hatte, während Brad Delson die Beerdigung eines Freundes der Band besuchte. Auf die Frage von White, worüber er schreiben wolle, antwortete Shinoda, dass er nur an den verstorbenen Freund denken könne. Er verriet, dass es in dem Song trotz der schrecklichen Unvermeidbarkeit des Verlustes darum geht, die Menschen wissen zu lassen, dass man sich kümmert.
Später gab die Band bekannt, dass es sich bei der Freundin um Amy Zaret handelte, die im Oktober 2015 an den Folgen einer Krebsdiagnose verstarb und davor 25 Jahre lang für Warner Bros. Records tätig gewesen war.
Die Band überraschte einige der Mitarbeiter von Warner mit dem Lied, und die Leute reagierten sehr emotional darauf, einige weinten, umarmten sich und erzählten Geschichten. Sie spielten den Song bei Jimmy Kimmel Live! und widmeten ihn ihrem verstorbenen Freund Chris Cornell, der einen Tag zuvor verstorben war.
Nach dem Selbstmord des Leadsängers Chester Bennington am 20. Juli 2017 wählte die Band "One More Light" als ihre nächste Single. Shinoda schrieb: "One More Light wurde mit der Absicht geschrieben, denjenigen Liebe zu senden, die jemanden verloren haben. Jetzt befinden wir uns auf der Empfängerseite. In Gedenkveranstaltungen, Kunstwerken, Videos und Bildern haben sich Fans auf der ganzen Welt zu diesem Song hingezogen gefühlt, um ihre Liebe und Unterstützung für die Band und die Erinnerung an unseren lieben Freund Chester zu bekunden. Wir sind so dankbar und können es kaum erwarten, euch wiederzusehen."
Am 25. Oktober 2017 veröffentlichte der US-amerikanische DJ, Produzent und Linkin-Park-Kollaborateur Steve Aoki seinen Remix von One More Light als seinen zweiten Tribute-Song an Bennington nach seinem Mashup Darker Than the Light That Never Bleeds, der einen Monat zuvor veröffentlicht wurde. Damit erschien der Titel auch erstmals als Single.

## Musikvideo
Das offizielle Video wurde am 18. September 2017 auf dem YouTube-Kanal von Linkin Park hochgeladen und von Joe Hahn und Mark Fiore gedreht. Es zeigt Aufnahmen von Chester Bennington, der inmitten von Fans singt sowie Aufnahmen von ihm bei Live-Shows wie Live in Texas und Road to Revolution: Live at Milton Keynes, ferner frühere Musikvideos zu den vergangenen Singles "Burn It Down", "Waiting for the End" und "Powerless" und die Band selbst im Laufe der Jahre.
Bei seiner Veröffentlichung erreichte das Video in den ersten 24 Stunden drei Millionen Aufrufe auf YouTube, bis April 2024 zähtle es über 279 Millionen Aufrufe. Das Musikvideo wurde in den Fuse Top 40 Videos des Jahres 2017 auf Platz eins gewählt und ist außerdem bei den MTV Video Music Awards 2018 für das beste Rockvideo nominiert worden.
Lyrikvideo
Am 3. Oktober 2017 haben Linkin Park ein offizielles Lyric-Video auf YouTube hochgeladen. Dieses Video wurde von Nicola Drilling und Fans von Linkin Park aus der ganzen Welt erstellt.

## Kommerzieller Erfolg

### Chartplatzierungen
| ChartsChartplatzierungen | Höchstplatzierung | Wochen |
| ------------------------ | ----------------- | ------ |
| Deutschland (GfK)        | 51 (1 Wo.)        | 1      |
| Österreich (Ö3)          | 35 (2 Wo.)        | 2      |
| Schweiz (IFPI)           | 48 (2 Wo.)        | 2      |

### Auszeichnungen für Musikverkäufe
| Land/Region                  | Auszeichnungen für Musikverkäufe (Land/Region, Auszeichnung, Verkäufe) | Verkäufe  |
| ---------------------------- | ---------------------------------------------------------------------- | --------- |
| Deutschland (BVMI)           | Gold                                                                   | 300.000   |
| Frankreich (SNEP)            | Gold                                                                   | 100.000   |
| Italien (FIMI)               | Gold                                                                   | 25.000    |
| Neuseeland (RMNZ)            | Gold                                                                   | 15.000    |
| Polen (ZPAV)                 | Platin                                                                 | 50.000    |
| Vereinigte Staaten (RIAA)    | Platin                                                                 | 1.000.000 |
| Vereinigtes Königreich (BPI) | Gold                                                                   | 400.000   |
| Insgesamt                    | 5× Gold · 2× Platin ·                                                  | 1.890.000 |

Hauptartikel: Linkin Park/Auszeichnungen für Musikverkäufe